# Tirage (œnologie)
Pour les articles homonymes, voir Tirage.
 (août 2025).
Si vous disposez d'ouvrages ou d'articles de référence ou si vous connaissez des sites web de qualité traitant du thème abordé ici, merci de compléter l'article en donnant les références utiles à sa vérifiabilité et en les liant à la section « Notes et références ».
L'harmonie d'un champagne est le résultat de l'assemblage (réalisé par le chef de caves) des différents crus champenois apportant chacun ses propres caractéristiques. Le tirage consiste à mettre en bouteilles ces cuvées d'assemblage auxquelles on ajoute une liqueur de tirage pour provoquer la deuxième fermentation et l'apparition des bulles.